# Domino (Clouseau)
Domino is een nummer van de Belgische band Clouseau. Het nummer verscheen op hun album Of zo... uit 1990. In december van dat jaar werd het nummer uitgebracht als de tweede single van het album.

## Achtergrond
Domino is geschreven door Jan Savenberg en geproduceerd door Roland Verlooven. De verteller van het nummer is kort geleden uit elkaar gegaan met zijn vriendin Domino. Hoewel de relatie kort was en zij weinig met elkaar gemeen hadden, was zij de enige vrouw waar hij veel om gaf. Zij was een cultuurliefhebber; zo hield zij van het toneelstuk Wachten op Godot en de componist Wolfgang Amadeus Mozart, maar zij was geen fan van Clouseau.
In een interview vertelde zanger Koen Wauters dat hij vond dat hij te vaak naar de demoversie van "Domino", ingezongen door Savenberg, had geluisterd. Deze zong hij tijdens de opname van de definitieve versie vrijwel noot voor noot na. Later vertelde hij dat hij het nummer anders zou zingen als hij het toen had opgenomen: "Als ik Domino nu beluister, dan krijg ik er nog altijd het schaamrood van op de wangen!" In een ander interview antwoordde zanger en gitarist Kris Wauters op een vraag welke Clouseau-nummers beter hadden kunnen zijn: "[S]oms heb je achteraf een negatieve indruk, zoals bij ons tweede album. Gelukkig stonden daar met Domino en "Als je lacht" een paar supergoede songs op. [...] [N]iemand van ons was een deftige muzikant. Dan neem je iets op als "Domino" en dan zegt de producer na de laatste noot iets over de intercom: 'Het is ontroerend hoe da golle ollemoal gelijk verrapt en vertraagt' [Het is ontroerend hoe jullie allemaal tegelijk versnellen en vertragen]. Héhé, Roland Verlooven. Dat was geweldig."
Domino werd een top 10-hit in Vlaanderen en Nederland. In de Vlaamse Ultratop 50 kwam de single tot de vierde plaats en bleef het elf weken in de lijst staan. In Nederland kwam het nummer op de tiende plaats terecht in de Top 40 en op de zevende plaats in de Nationale Top 100. In 2012 werd een musical rondom de muziek van Clouseau vernoemd naar het nummer.

## Hitnoteringen

### Nederlandse Top 40
| Hitnotering: 15-12-1990 t/m 09-02-1991 | Hitnotering: 15-12-1990 t/m 09-02-1991 | Hitnotering: 15-12-1990 t/m 09-02-1991 | Hitnotering: 15-12-1990 t/m 09-02-1991 | Hitnotering: 15-12-1990 t/m 09-02-1991 | Hitnotering: 15-12-1990 t/m 09-02-1991 | Hitnotering: 15-12-1990 t/m 09-02-1991 | Hitnotering: 15-12-1990 t/m 09-02-1991 | Hitnotering: 15-12-1990 t/m 09-02-1991 | Hitnotering: 15-12-1990 t/m 09-02-1991 |
| Week                                   | 1                                      | 2                                      | 3                                      | 4                                      | 5                                      | 6                                      | 7                                      | 8                                      |                                        |
| -------------------------------------- | -------------------------------------- | -------------------------------------- | -------------------------------------- | -------------------------------------- | -------------------------------------- | -------------------------------------- | -------------------------------------- | -------------------------------------- | -------------------------------------- |
| Positie                                | 25                                     | 19                                     | 14                                     | 11                                     | 10                                     | 11                                     | 17                                     | 26                                     | uit                                    |

### Nationale Top 100
| Hitnotering: 01-12-1990 t/m 02-03-1991 | Hitnotering: 01-12-1990 t/m 02-03-1991 | Hitnotering: 01-12-1990 t/m 02-03-1991 | Hitnotering: 01-12-1990 t/m 02-03-1991 | Hitnotering: 01-12-1990 t/m 02-03-1991 | Hitnotering: 01-12-1990 t/m 02-03-1991 | Hitnotering: 01-12-1990 t/m 02-03-1991 | Hitnotering: 01-12-1990 t/m 02-03-1991 | Hitnotering: 01-12-1990 t/m 02-03-1991 | Hitnotering: 01-12-1990 t/m 02-03-1991 | Hitnotering: 01-12-1990 t/m 02-03-1991 | Hitnotering: 01-12-1990 t/m 02-03-1991 | Hitnotering: 01-12-1990 t/m 02-03-1991 | Hitnotering: 01-12-1990 t/m 02-03-1991 | Hitnotering: 01-12-1990 t/m 02-03-1991 |
| Week                                   | 1                                      | 2                                      | 3                                      | 4                                      | 5                                      | 6                                      | 7                                      | 8                                      | 9                                      | 10                                     | 11                                     | 12                                     | 13                                     |                                        |
| -------------------------------------- | -------------------------------------- | -------------------------------------- | -------------------------------------- | -------------------------------------- | -------------------------------------- | -------------------------------------- | -------------------------------------- | -------------------------------------- | -------------------------------------- | -------------------------------------- | -------------------------------------- | -------------------------------------- | -------------------------------------- | -------------------------------------- |
| Positie                                | 91                                     | 65                                     | 41                                     | 21                                     | 12                                     | 10                                     | 7                                      | 7                                      | 16                                     | 20                                     | 37                                     | 50                                     | 89                                     | uit                                    |

### NPO Radio 2 Top 2000
| Nummer met noteringen in de NPO Radio 2 Top 2000 | '09  | '10 | '11  | '12  | '13  | '14 | '15  | '16  | '17  | '18  | '19  | '20  | '21  | '22  | '23  | '24  |
| ------------------------------------------------ | ---- | --- | ---- | ---- | ---- | --- | ---- | ---- | ---- | ---- | ---- | ---- | ---- | ---- | ---- | ---- |
| Domino                                           | 1621 | -   | 1844 | 1926 | 1801 | -   | 1886 | 1860 | 1711 | 1709 | 1716 | 1987 | 1850 | 1914 | 1901 | 1617 |

1. ↑  Een '-' betekent dat het nummer niet was genoteerd en een vetgedrukt getal geeft de hoogste notering aan.
2. ↑  2009 was het eerste jaar met een notering voor dit nummer.